# صبحاء
صبحاء أو صبحا، هي قرية من فئة (أ) تقع في محافظة القويعية، والتابعة لمنطقة الرياض في السعودية. وتبعد صبحا عن محافظة القويعية بمسافة تقارب (116) كم.